# Neckarberggraben
Der Neckarberggraben ist ein Bach des Odenwaldes in der Stadtteilgemarkung Mückenloch von Neckargemünd im baden-württembergischen Rhein-Neckar-Kreis. Nach etwa zwei Kilometer langem Lauf nach Nordwesten mündet er etwa 1,2 km flussabwärts des Neckarhäuserhofes von Neckargemünd  von links in den unteren Neckar.

## Geographie

### Verlauf
Der Neckarberggraben entsteht auf bis zu 314 m ü. NHN in der weiten Wiesenlichtung des Naturschutzgebiets Sotten etwa 1,7 km ostnordöstlich der Ortsmitte von Mückenloch. Er läuft zunächst nordnordwestwärts durch eine lockere Baumgruppe, dann ist er von einem Riedstreifen begleitet, kurz vor dem Eintritt in den Wald durchläuft er noch durch einen winzigen Teich.
Im Wald folgt dem etwa einen Meter breiten Bach am linken Ufer in seinem sich nun stark einkerbenden Tal ein unbefestigter Wirtschaftsweg bis zur hereinziehenden Talschlinge eines besser ausgebauten, ungefähr höhenliniengleichen Forstwegs. Nach dessen Unterquerung wenden sich Talkerbe und Bach nach Nordwesten, der bis dorthin unbeständig wasserführende Neckarberggraben hat nun dauerhafteren Durchfluss. Ein rechter, nicht dauerhaft wasserführender Seitenarm zweigt ab, der Bach quert weitere drei unbefestigte Waldwege, wenig vor dem letzten vereinen sich die Äste wieder. Kurz nach diesem tritt er aus dem Hangwald in die schmale linke Neckartalaue aus, wo er bis zur K 4102 Neckarhäuserhof–Mückenloch in einem kurzen Begleitgehölz verläuft. Auf der anderen Straßenseite mündet er nach einem weniger als 50 Meter langem Restlauf auf 116,8 m ü. NHN in einer Wiese von links in den Neckar.
Der Neckarberggraben fließt nach etwa 2,0 km langem Weg mit mittlerem Sohlgefälle von rund 98 ‰ etwa 197 Höhenmeter unterhalb seines höchsten Ursprungs in den Neckar ein. In seinem Kerbtal münden in ihn drei bis allenfalls 200 Meter lange Zuflüsse, von denen zwei nur unbeständig Wasser führen.

### Einzugsgebiet
Das Einzugsgebiet des Neckarberggrabens ist 1,2 km² groß und – abgesehen von der etwa 18 ha großen Lichtung Sotten und dem noch kleineren schmalen Mündungskeil in der im Mündungsbereich weniger als 200 Meter breiten linken Neckaraue – völlig bewaldet. Es ist naturräumlich ein Teil des Buntsandstein-Odenwaldes, der obere Teil gehört zum Teilraum Östlicher Kleiner Odenwald des Unterraums Kleiner Odenwald, der untere zum Unterraum Odenwald-Neckartal.
Die höchsten Erhebungen sind linksseits des beginnenden Waldkerbtales der 331 m ü. NHN hohe Hoherd und rechtsseits der 367,9 m ü. NHN erreichende Epfenberg. Das nirgendwo besiedelte Gebiet gehört zur Mückenlocher Stadtteilgemarkung von Neckargemünd.
Reihum grenzen die Einzugsgebiete der folgenden Nachbargewässer an:
- Im Osten entwässern der Finsterbach und dessen linker Oberlauf Eulenbächle etwas weiter aufwärts in den Neckar;
- im Südosten liegt das Einzugsgebiet des Lobbachs, dessen Abfluss über die Elsenz ein gutes Stück weiter abwärts den Neckar speist;
- im Südwesten liegt das Quellgebiet des Biddersbachs, der unterhalb der Lobbach die Elsenz erreicht;
- im Westsüdwesten fließt dessen nächster linker Zufluss Lautenbach zum Neckar.

## Geologie
Das Einzugsgebiet liegt im Buntsandstein des Odenwaldes. Der Bach beginnt seinen Lauf im Oberen Buntsandstein, der sich auf den Bergen beidseits der Talmulde, linksseits auf dem Hoherd und vor allem rechtsseits auf dem Epfenberg, noch weit zum Neckar hin erstreckt. Schon etwa ab dem Laufschwenk nach Nordwesten kerbt sich der Bach selbst tiefer in den Mittleren Buntsandstein ein. Den Unteren Buntsandstein erreicht er dann erst etwa 300 Meter vor der Mündung.
Außer an den steilsten Talabschnitten im Mittleren Buntsandstein läuft der Bach in einem quartären Schwemmlandband. Etwas unterhalb der Lichtung Sotten ist der Buntsandstein kleinräumig mit einer Insel von Lösssediment aus derselben Zeit  überlagert. Etwa auf den letzten hundert Metern in der linken Neckartalaue liegen beidseits des Laufes holozäne Auenlehme.

## Schutzgebiete
Das Naturschutzgebiet Sotten ist eine 18 ha große Rodungsinsel um den Bachursprung, die früher ackerbaulich und als Wiese genutzt wurde. Auf einem kleineren Teil, der heute ein Seggenried ist, war einst ein Eisweiher angestaut. Heute wird die Lichtungsfläche nurmehr extensiv landwirtschaftlich genutzt.
Am Südwest- und Südostrand dieser Lichtung soll ein nur schmaler Randstreifen des Einzugsgebietes Teil eines größtenteils außerhalb im Bidderbach-Einzugsgebiet errichteten Wasserschutzgebietes werden (Stand 2024). Rechtsseits des Unterlaufs noch an dessen Hangabschnitt grenzt der Schonwald Neckarhalde an den Bach. 
Das gesamte Einzugsgebiet ist Teil des Naturparks Neckartal-Odenwald, abzüglich des Naturschutzgebietes Sotten auch des Landschaftsschutzgebietes Neckartal I-Kleiner Odenwald.

## Tourismus
Das Einzugsgebiet des Neckarberggrabens wird von drei Hauptwanderwegen des Odenwaldklubs durchzogen:
- Der HW 36 Oberschefflenz-Heidelberg, markiert mit kopfstehendem grünen T, quert das obere Einzugsgebiet dem Nordost- und Nordwestsaum des Sottens entlang.
- Der HW 21 oder Franken-Hessen-Kurpfalz-Weg, markiert mit rotem Kreuz, ist im Einzugsgebiet mit dem vorigen gebündelt.
- Der HW 62 oder Linke Neckarrandweg, markiert mit einem gelben R, quert den Bach am unteren Lauf eben noch im Neckarhangwald.

### LUBW
Amtliche Online-Gewässerkarte mit passendem Ausschnitt und den hier benutzten Layern: Lauf und Einzugsgebiet des Neckarberggrabens

Allgemeiner Einstieg ohne Voreinstellungen und Layer: Daten- und Kartendienst der Landesanstalt für Umwelt Baden-Württemberg (LUBW) (Hinweise)
1. ↑  Höhe nach dem Höhenlinienbild auf dem Hintergrundlayer Topographische Karte.
2. 1 2 3  Höhe nach grauer Beschriftung auf dem Hintergrundlayer Topographische Karte.
3. ↑  Länge nach dem Layer Gewässernetz (AWGN), ergänzt um ein auf der Gewässerkarte nicht berücksichtigtes Anfangsstück, das auf dem Hintergrundlayer Topographische Karte abgemessen wurde.
4. ↑  Einzugsgebiet nach dem Layer Basiseinzugsgebiet (AWGN).
5. ↑  Länge abgemessen auf dem Hintergrundlayer Topographische Karte.
6. ↑  Natur teilweise nach dem Layer Geschützte Biotope.
7. ↑  Schutzgebiete nach den einschlägigen Layern.

### Andere Belege
1. ↑  Josef Schmithüsen: Geographische Landesaufnahme: Die naturräumlichen Einheiten auf Blatt 161 Karlsruhe. Bundesanstalt für Landeskunde, Bad Godesberg 1952. → Online-Karte (PDF; 5,1 MB)
2. ↑  Geologie nach den Layern zu Geologische Karte 1:50.000 auf: Mapserver des Landesamtes für Geologie, Rohstoffe und Bergbau (LGRB) (Hinweise)